# Municipalitatea Pangaio
Municipalitatea Pangaio este o municipalitate din Regiunea Macedonia de Est și Tracia care a fost înființată prin Programul Kallikrates în 2011. Aceasta a rezultat din fuziunea municipalităților preexistente Pangaio, Eleftheri, Orfanos, Pieria și Eleftheroupoli. Suprafața municipalității este de 698,01 kmp iar populația sa permanentă este de 29.508 rezidenți conform recensământului din 2021. Sediul municipalității este Eleftheroupoli. Municipalitatea și-a luat numele de la muntele Pangaeos.

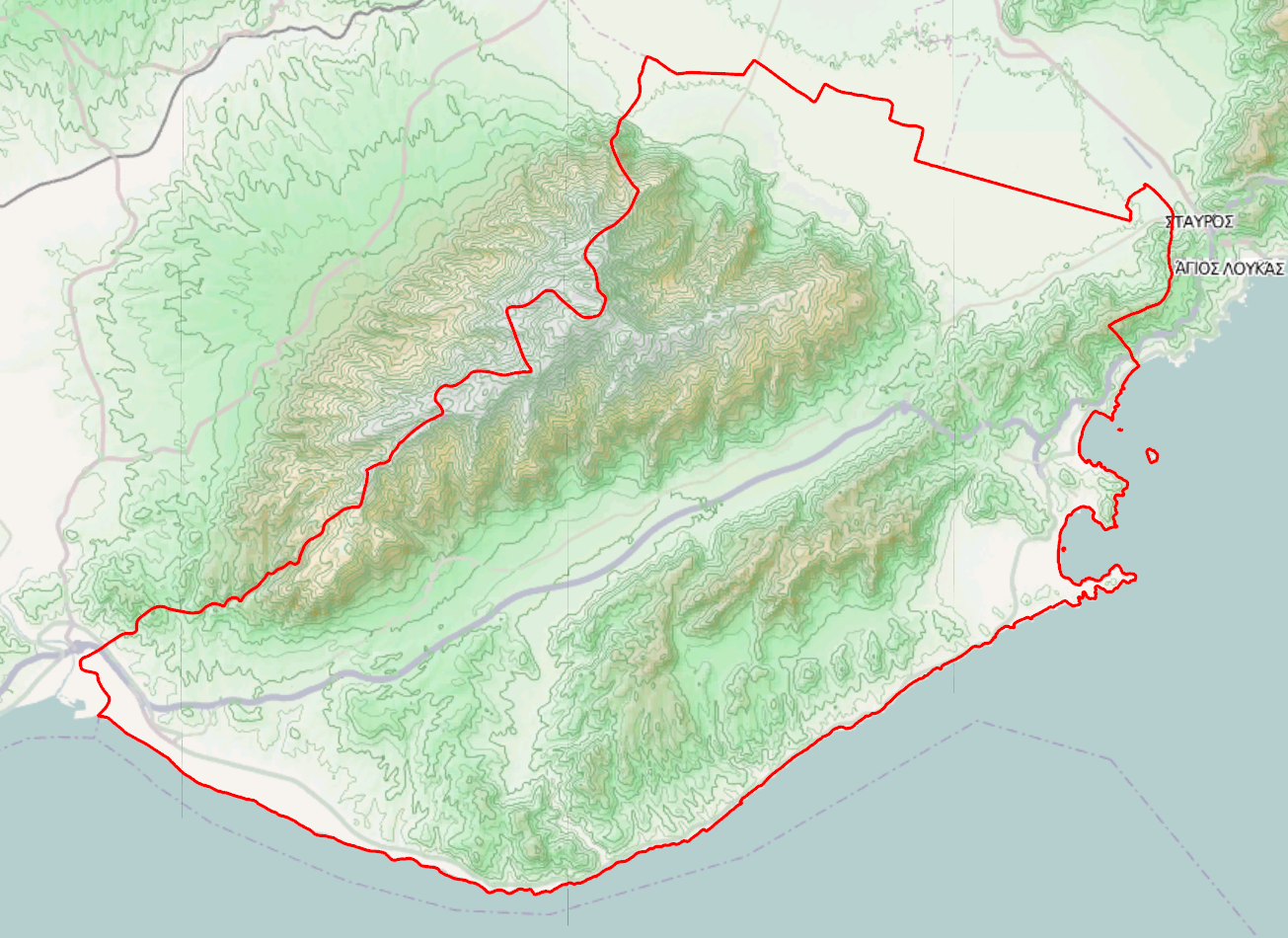
Harta topografică a municipalității Pangaio

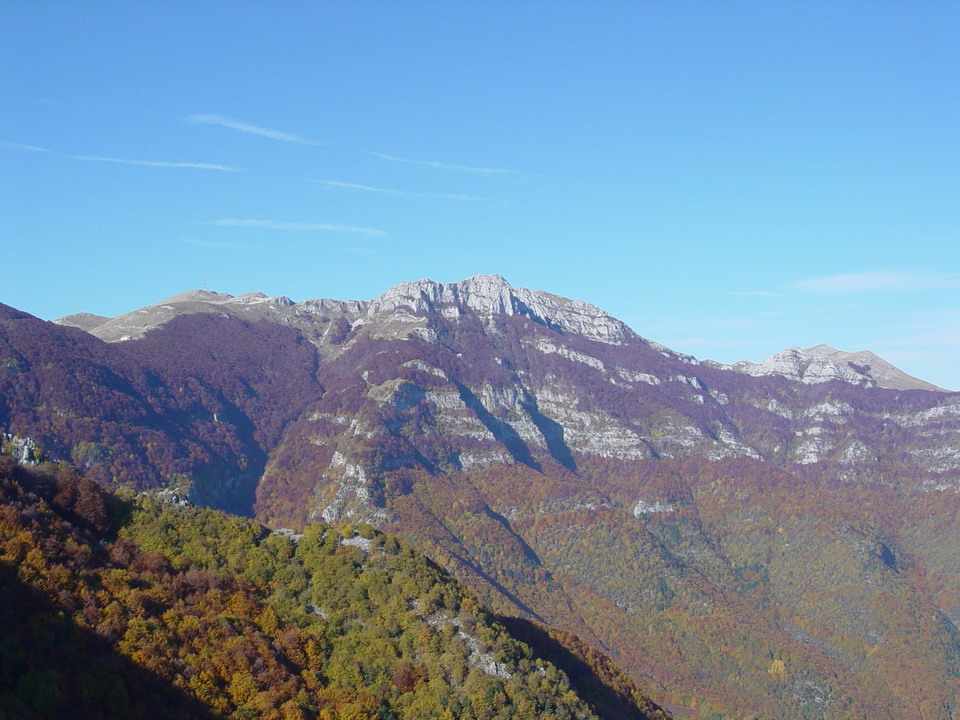
Muntele Pangaio